# Maria (film 2003)
Maria è un film del 2003 diretto da Călin Peter Netzer.

## Riconoscimenti
- 2003 - Locarno Festival
  - Premio speciale della giuria del Festival del film Locarno